# City of New York (Schiff, 1930)
Die City of New York wurde 1930 als erstes Passagierschiff der US-amerikanischen Reederei Farrell Lines in Dienst gestellt. Sie wurde am 29. März 1942 vor Kap Hatteras von einem deutschen U-Boot versenkt, wobei 26 Passagiere und Besatzungsmitglieder ums Leben kamen. Sie war das größte Schiff, das die Farrell Lines im Zweiten Weltkrieg verlor.

## Das Schiff
1925 gründete der amerikanische Unternehmer und Präsident von US Steel, James A. Farrell, die Reederei American South African Line (ASAL), um Passagiere und Fracht von New York nach Süd- und Westafrika zu befördern. Als erstes Schiff der Reederei wurde die City of New York in Auftrag gegeben, die auf der Werft Sun Shipbuilding in Chester, Pennsylvania entstand.
Das 7.282 RT große Motorschiff lief am 29. Oktober 1929 vom Stapel und wurde im Januar 1930 fertiggestellt. Im Februar 1930 lief sie zu ihrer Jungfernfahrt aus. Das Passagier- und Frachtschiff war 143,6 Meter lang, 18,8 Meter breit und hatte einen Tiefgang von 7,3 Metern. Die City of New York wurde von zwei achtzylindrigen Dieselmotoren angetrieben, die 1.380 nominale PS leisteten und das Schiff auf 14 Knoten beschleunigen konnten. In den folgenden Jahren, auch bis nach Kriegsausbruch, war die City of New York im Linienverkehr von New York nach Afrika tätig.

## Versenkung
Am Sonntag, dem 29. März 1942 (es war Palmsonntag) befand sich die ohne Geleitschutz fahrende City of New York unter dem Kommando von Kapitän George T. Sullivan auf einer Überfahrt von Lourenço Marques (heute Maputo, Mosambik) über Kapstadt, Port of Spain auf Trinidad und Tobago nach New York. Sie hatte 83 Besatzungsmitglieder, neun Kanoniere und 41 Passagiere an Bord, darunter einige Frauen und Kinder (insgesamt 133 Personen). Daneben waren 6.612 Tonnen Erz, Holz, Wolle, Häute und Asbest an Bord. Am Abend des 29. März wurde das Schiff etwa 40 Seemeilen östlich von Kap Hatteras von dem deutschen U-Boot U 160 (Kapitänleutnant Georg Lassen) angegriffen. Die City of New York fuhr mit voller Geschwindigkeit von 14 Knoten und kämpfte gegen etwa sechs Meter hohe Wellen an. Lassen ließ einen G7a-Torpedo abfeuern, der um 19.36 Uhr nach 29 Sekunden auf der Backbordseite direkt unter der Brücke in die Abteilung Nr. 3 einschlug.
Die Kanoniere beschossen das U-Boot vom Poopdeck aus und feuerten zwölf Schüsse aus Vier-Inch-Kanonen auf das Periskop von U 160. Das U-Boot fuhr daraufhin um das Heck der City of New York herum gab einen Fangschuss in die Steuerbordseite ab. 20 Minuten später ging das Schiff auf der Position 35.16N/74.25W unter. Der Großteil der Passagiere und der Besatzung verließ das Schiff in vier Rettungsbooten. Die Kanoniere sprangen über Bord, als das Wasser sie erreichte. Am darauffolgenden Tag suchte ein Seeaufklärungsflugzeug vom Typ PBY „Catalina“ die Gegend nach Überlebenden ab, fand aber niemanden.
36 Stunden nach der Versenkung nahmen der US-Zerstörer USS Roper 70 Überlebende und der Schlepper Acushnet 29 Überlebende aus drei Rettungsbooten auf, die zum Navy-Stützpunkt in Norfolk, Virginia gebracht wurden. Das vierte Boot blieb verschollen. Am 11. April, 13 Tage nach der Versenkung, wurde es von einem Jagdbomber der US Army gefunden. Von den ursprünglich 20 Insassen waren neun in der Zwischenzeit verstorben, darunter zwei Frauen. Die elf Überlebenden und zwei der Toten wurden von einem Schiff der Küstenwache nach Lewes gebracht.

## Das „Lifeboat Baby“
Insgesamt kamen 16 Besatzungsmitglieder, ein Kanonier und neun zivile Passagiere durch die Versenkung der City of New York ums Leben, darunter Frauen und Kinder. Unter den Überlebenden befand sich Desanka Petrovic Mohorovicic (1914–1992), die 28-jährige Ehefrau eines in New York stationierten Attachés des jugoslawischen Konsulats. Sie reiste mit ihrer zweijährigen Tochter Vesna und war mit ihrem zweiten Kind hochschwanger. Mutter und Tochter gelangten in eines der Rettungsboote, wo während des Wartens auf Rettung die Wehen einsetzten. Der Schiffsarzt, Dr. Leonard Hudson Conly aus Brooklyn, befand sich glücklicherweise im gleichen Boot und konnte trotz meterhoher Wellen mitten im Atlantik und ohne Anästhesie (und obwohl er selbst nach der Evakuierung zwei gebrochene Rippen hatte) das Kind zu Welt bringen.
Es war ein Junge, den die Mutter nach dem Namensgeber des Rettungsschiffs USS Roper, Jesse Roper Mohorovicic nannte. Die Umstände der Geburt und die Taufe des Kindes in der St. Patrick’s Cathedral in New York machten Schlagzeilen. Desanka Mohorovicic wurde als „Lifeboat Mother“ und das Kind als „Lifeboat Baby“, „Son of the Sea“ und als „The boy who Hitler couldn't get“ beschrieben.